# 玛丽莲·贝莉·奥格尔维
玛丽莲·贝莉·奥格尔维（英語：Marilyn Bailey Ogilvie，1936年3月22日—）是一位美国科学史家，曾为奧克拉荷馬大學教授，主要研究领域为科学史中的女性。